# Acacimenus zeylonicus
Acacimenus zeylonicus är en insektsart som beskrevs av Chandrasekhara A. Viraktamath 1999. Acacimenus zeylonicus ingår i släktet Acacimenus och familjen dvärgstritar. Inga underarter finns listade i Catalogue of Life.